# Нардін Мулахусейнович
Нардін Мулахусейнович (босн. Nardin Mulahusejnović; 9 лютого 1998, Грачаниця) — боснійський футболіст, нападник клубу «Зріньскі».
Виступав, зокрема, за клуб «Марибор».

## Ігрова кар'єра
Народився 9 лютого 1998 року в місті Грачаниця. Вихованець юнацьких команд футбольних клубів «Братство» (Грачаниця) та «Желєзнічар».
5 березня 2016 року у віці 18 років Нардін дебютував у матчі проти «Єдинство». 11 березня 2017 року, він забив свій перший гол у дорослому футболі.
У червні 2017 року Мулахусейнович підписав багаторічний контракт із «Зріньскі». У січні 2018 року був відправлений в шестимісячну оренду до клубу ГОШК.
29 червня 2018 року боснієць уклав чотирирічний контракт зі словенським клубом «Марибор». 15 травня 2019 року здобув свій перший трофей з клубом виграавши першість Словенії. 13 липня 2019 року Мулахусейнович забив свій перший гол у ворота «Триглаву».
Протягом 2020—2022 років захищав кольори клубів «Копер» та «Мура».
До складу клубу «Сараєво» приєднався 2022 року. Відіграв за команду з боснійської столиці 16 матчі в національному чемпіонаті.
Згодом виступав за російський клуб «Динамо» (Махачкала) з яким розірвав контракт 8 червня 2023 року. Надалі продовжив грати за команду «Копер».
Наразі захищає кольори клуби «Зріньскі» до якого повернувся у 2024 році.

## Виступи за збірні
Нардін три роки відіграв за молодіжну збірну Боснії і Герцеговини.

## Статистика виступів

### Статистика клубних виступів
Станом на 11 квітня 2025
| Команда                | Сезон             | Ліга                | Ліга  | Ліга | Національний кубок | Національний кубок | Кубок ліги | Кубок ліги | Разом | Разом |
| Команда                | Сезон             | Дивізіон            | Матчі | Голи | Матчі              | Голи               | Матчі      | Голи       | Матчі | Голи  |
| ---------------------- | ----------------- | ------------------- | ----- | ---- | ------------------ | ------------------ | ---------- | ---------- | ----- | ----- |
| «Братство» (Грачаниця) | 2015–16           | Перша ліга ФБГ      | 2     | 0    | —                  | —                  | —          | —          | 2     | 0     |
| «Братство» (Грачаниця) | 2016–17           | Перша ліга ФБГ      | 21    | 5    | 1                  | 0                  | —          | —          | 22    | 5     |
| «Братство» (Грачаниця) | Разом             | Разом               | 23    | 5    | 1                  | 0                  | 0          | 0          | 24    | 5     |
| «Зріньскі»             | 2017–18           | Прем'єр-ліга        | 3     | 0    | 0                  | 0                  | 2          | 0          | 5     | 0     |
| ГОШК (оренда)          | 2017–18           | Прем'єр-ліга        | 14    | 7    | —                  | —                  | —          | —          | 14    | 7     |
| «Марибор»              | 2018–19           | Перша ліга Словенії | 1     | 0    | 0                  | 0                  | 0          | 0          | 1     | 0     |
| «Марибор»              | 2019–20           | Перша ліга Словенії | 5     | 1    | 0                  | 0                  | 0          | 0          | 5     | 1     |
| «Марибор»              | Разом             | Разом               | 23    | 8    | 0                  | 0                  | 2          | 0          | 25    | 8     |
| «Копер»                | 2020–21           | Перша ліга Словенії | 35    | 14   | 3                  | 3                  | —          | —          | 38    | 17    |
| «Копер»                | 2021–22           | Перша ліга Словенії | 6     | 1    | 2                  | 1                  | —          | —          | 9     | 2     |
| «Копер»                | Разом             | Разом               | 41    | 15   | 5                  | 4                  | 0          | 0          | 46    | 19    |
| «Мура»                 | 2021–22           | Перша ліга Словенії | 19    | 3    | 1                  | 0                  | —          | —          | 20    | 3     |
| «Сараєво»              | 2022–23           | Прем'єр-ліга        | 16    | 3    | 1                  | 0                  | —          | —          | 17    | 3     |
| «Динамо» (Махачкала)   | 2022–23           | Перша ліга Росії    | 12    | 0    | —                  | —                  | —          | —          | 12    | 0     |
| «Копер»                | 2023–24           | Перша ліга Словенії | 11    | 3    | 2                  | 4                  | —          | —          | 13    | 7     |
| «Зріньскі»             | 2023–24           | Прем'єр-ліга        | 13    | 3    | 6                  | 2                  | —          | —          | 19    | 5     |
| «Зріньскі»             | 2024–25           | Прем'єр-ліга        | 24    | 13   | 2                  | 0                  | 6          | 2          | 32    | 15    |
| «Зріньскі»             | Разом             | Разом               | 37    | 16   | 8                  | 2                  | 6          | 2          | 51    | 20    |
| Усього за кар'єру      | Усього за кар'єру | Усього за кар'єру   | 182   | 53   | 16                 | 9                  | 13         | 2          | 211   | 64    |

## Титули і досягнення
- Чемпіон Боснії і Герцеговини: 2024-25
- Володар Суперкубка Боснії і Герцеговини: 2024
- Найкращий бомбардир чемпіонату Словенії: 2020-21 (14 м'ячів, разом із Яном Млакаром)